# Moschorhinidae
Moschorhinidae es una familia extinta de terápsidos que vivieron desde el Pérmico Superior hasta el Triásico Inferior en lo que ahora son África y Europa. Eran animales pequeños y posiblemente fueron cazadores rápidos.

## Ecología
Los moscorrínidos eran carnívoros que cazaban presas como los dicinodontos.

## Referencias

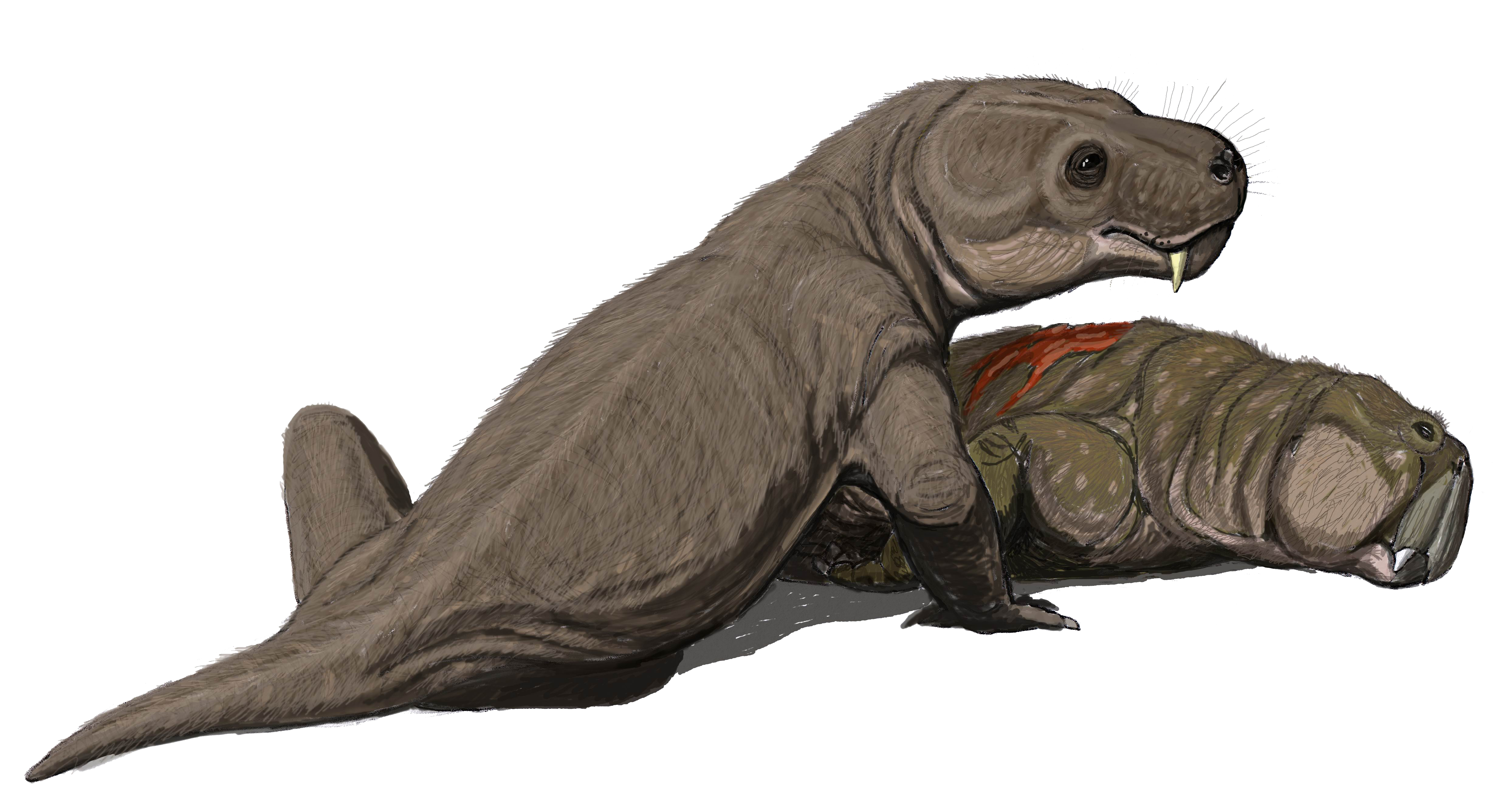
Un Moschorhinus con una presa.

## Clasificación
- Akidnognathus Haughton, 1918[1]
- Hewittia Brink, 1959
- Olivierosuchus Brink, 1965
- Promoschorhynchus Brink, 1954[1]
- Scylacorhinus Broom, 1915
- Zorillodontops Cluver, 1969
- Annatherapsinae Kuhn, 1961[1]
  - Annatherapsidus Kuhn, 1961[2]
  - Chthonosaurus Vjuschkov, 1955[1]
- Euchambersinae Boonstra, 1934
  - Euchambersia Broom, 1931
- Moschorhininae Brink, 1954
  - Cerdops Broom, 1948
  - Moschorhinus Broom, 1920 (tipo)